# Batalha de Fallen Timbers

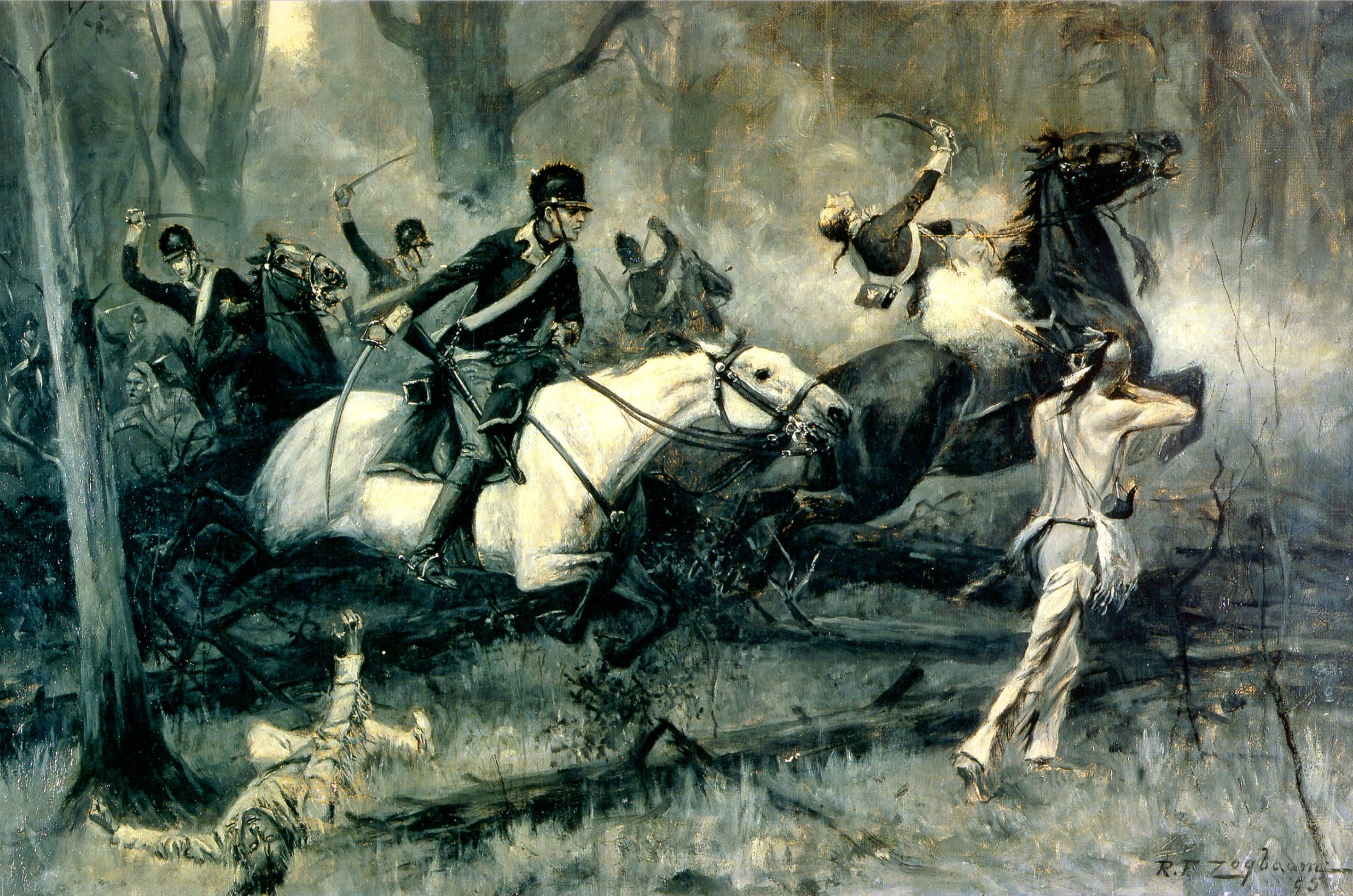
Gravura da batalha na revista Harper (1896)

A Batalha de Fallen Timbers (20 de agosto de 1794) foi a luta final da Guerra Indígena do Noroeste, um conflito armado entre os índios e o governo dos Estados Unidos da América pelo controle do território do noroeste americano (uma área delimitada ao sul pelo Rio Ohio, ao oeste pelo Rio Mississippi e ao nordeste pelos Grandes Lagos). A batalha, decisiva para a vitória americana da guerra, foi a maior luta na região até a "Guerra de Tecumseh" e a Batalha de Tippecanoe em 1811.

## Circunstâncias
A Confederação dos Lagos Ocidentais foi uma das mais fortes alianças de nativos beligerantes e conseguiu grandes vitórias sobre os americanos em 1790 e 1791, o que alarmou a administração do presidente George Washington. Em 1792, Washington chamou o veterano da Revolução, o General Anthony Wayne, o "Mad Anthony", e o incumbiu de formar e comandar um novo exército. Wayne acreditava que as expedições anteriores contra os índios haviam falhado devido ao pouco treinamento e disciplina. Por isso, começou rigorosos preparativos.
Wayne teve tempo para treinar as novas tropas devido às negociações de paz que ocorreram no verão de 1793. Os americanos acharam ter direito às possessões britânicas ao norte do Rio Ohio, depois de conseguirem a independência, e vários colonizadores haviam rumado ao território de Ohio. Contudo, o chefe Casaco Azul da tribo Shawnee e o líder Delaware Buckongahelas, encorajados pelas recentes vitórias sobre as tropas americanas e com esperanças de continuarem com o apoio britânico, pressionaram para o Rio Ohio ser o limite de suas terras, conforme o  Tratado de Forte Stanwix firmado com os antigos colonizadores em 1768. Os índios rejeitaram os tratados subsequentes que cederam as terras ao norte do Rio Ohio aos americanos. Uma facção liderada pelo influente chefe moicano Joseph Brant tentou negociar, mas Casaco Azul e seus aliados continuaram com a reivindicação, que foi rejeitada pelos americanos.

## A batalha
O novo exército de Wayne, a Legião Americana, marchou rumo norte do Forte Washington (Cincinnati, Ohio) em 1793, estabelecendo uma linha fortificada ao longo do caminho. Wayne comandava mais de 4600 homens, com alguns nativos Choctaw e Chickasaw servindo como batedores.
Os guerreiros de Casaco Azul tomaram uma posição defensiva ao longo do rio Maumee (atual Maumee, Ohio e próximo de Toledo, Ohio), num lugar onde havia um número de grandes árvores abaladas ("fallen timbers") por um tornado ou forte tempestade. Os índios esperavam usar essas árvores para dificultar a passagem das tropas americanas. Próximo estava o Forte Miami, um posto avançado dos britânicos de onde os índios confederados conseguiam suprimentos. O exército índio, com cerca de 1500 guerreiros, era formado pelos Shawnees de Casaco Azul, os Delawares de Buckongahelas, a tribo Miami lideradas por Tartaruga Pequena, Wyandots, Ojibwas, a tribo Ottawa, os Potawatomis, os Mingos e alguns milicianos canadenses.
A batalha não durou muito. Não apenas porque o número de índios era bem inferior mas porque muitos deles estavam no forte pegando mantimentos quando a batalha começou. Flanqueados pela cavalaria americana, os índios foram rapidamente cercados e correram de volta ao Forte Miami, mas encontraram as portas fechadas. O comando britânico não autorizara o início da guerra com os americanos e recusou a ajuda aos índios. Os índios sobreviventes escaparam mas as tropas americanas destruíram as aldeias. Trinta e três soldados de Wayne morreram e 100 foram feridos. Os americanos alegaram ter encontrado entre 30 a 40 guerreiros mortos no campo. Segundo Alexander McKee do Departamento Indígena Britânico, a confederação dos índios perdera 19 guerreiros. McKee pode não ter incluído as baixas do grupo de canadenses comandados pelo capitão Alexander McKillop, que lutou do lado dos índios.

## Consequências
A derrota dos índios levou a assinatura do Tratado de Greenville em 1795, que cedeu a maior parte da atual Ohio para os americanos, que se tornaria um estado em  1803. Um veterano de Fallen Timbers que não assinou o tratado foi um jovem líder guerreiro chamado Tecumseh, que organizaria a resistência índia nos anos seguintes.

## LigaçõesExternas
- «O campo de batalha de Fallen Timbers nos dias de hoje»
- «Maumee Valley Heritage Corridor»
- «História da Ohio Central»
- «Capitão Moses Porter»
- «Batalha de Fallen Timbers - The Toledo Metroparks»